# Ildefons Cerdà i Sunyer

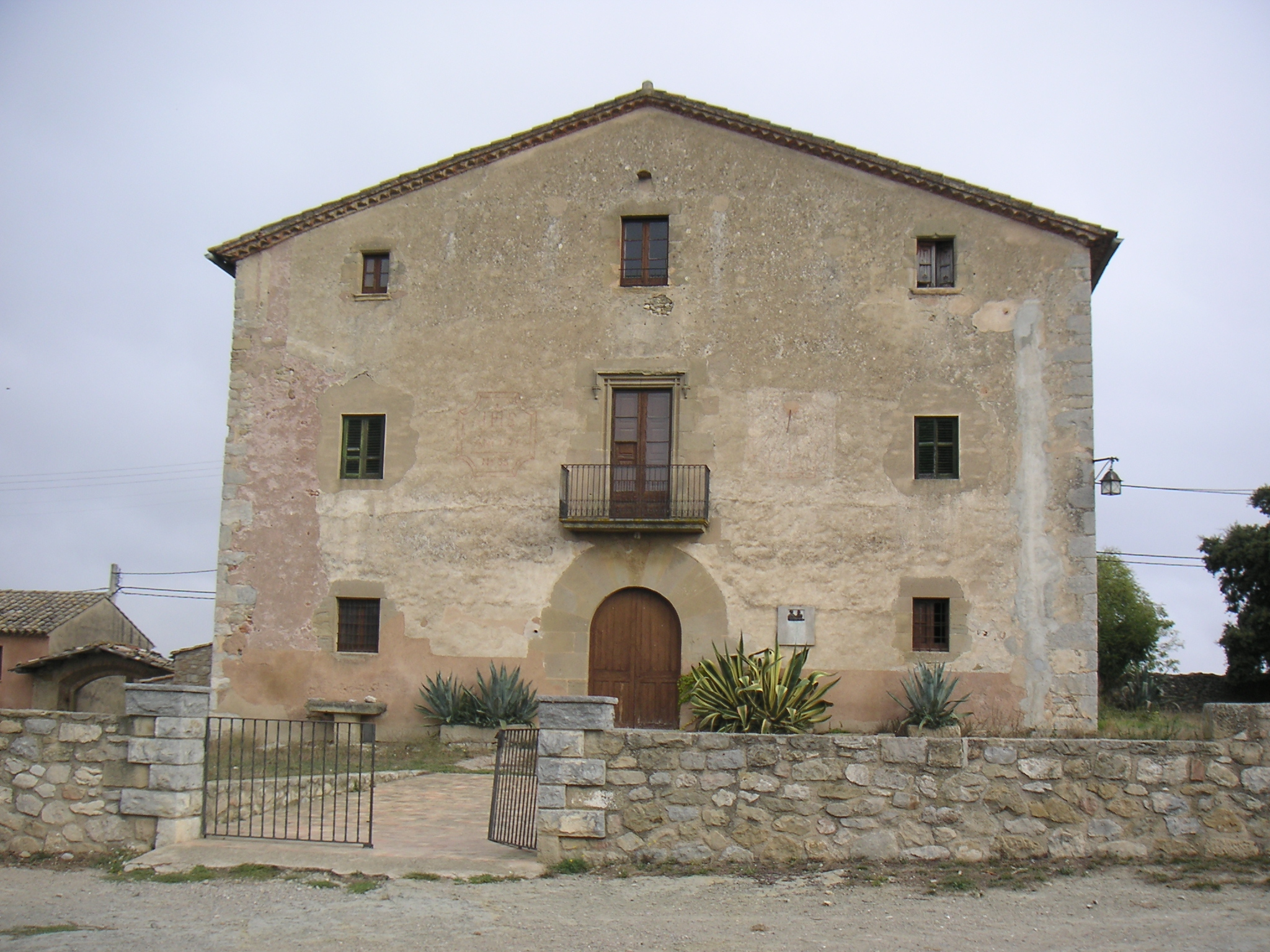
Mas Cerdà de la Garga, a Centelles, lloc de naixement d'Ildefons Cerdà

Ildefons Cerdà i Sunyer (Centelles, Osona, 23 de desembre de 1815 - Caldas de Besaya, Cantàbria, 21 d'agost de 1876) fou un enginyer, urbanista, jurista, economista i polític català, un home polifacètic que va escriure la Teoría general de la urbanización, obra pionera de l'especialitat, que el fa ser considerat un dels fundadors de l'urbanisme modern. El seu projecte més important va ser la reforma urbanística de la Barcelona del segle xix, coneguda com el Pla Cerdà, i que va crear l'actual barri de l'Eixample. Amb tot, Cerdà no va ser un triomfador; concentrat meticulosament en el seu treball, va tenir problemes familiars, el seu projecte d'eixample mai va ser ben vist pels estaments locals i va acabar arruïnat pels honoraris que l'Estat espanyol i l'Ajuntament de Barcelona li devien. Va haver de passar un segle fins que no es va començar a reconèixer el seu llegat.

## Biografia
Va néixer al mas Cerdà de la Garga, una propietat que la seva família posseïa des del segle xiv, a Centelles (Osona). Va ser el quart fill —tercer dels nois— de sis germans, al si d'una família amb arrels documentades a la Plana de Vic des del 1440. Malgrat el seu ascendent rural, els Cerdà eren gent de món que havien lligat els seus interessos al comerç americà, un fet que sens dubte va estimular l'esperit obert i les inquietuds del jove Ildefons juntament amb la seva fe en el progrés.
Destinat pel seu pare a la carrera eclesiàstica, va cursar estudis de llatí i filosofia al seminari de Vic, ciutat on la seva família, de tradició liberal, s'hi va refugiar durant la Guerra dels Malcontents el 1827. Després d'enfrontar-se amb el pare per canviar la seva orientació professional, el 1832 es va traslladar a Barcelona, on va iniciar els estudis d'arquitectura, matemàtiques, nàutica i dibuix a l'escola de Llotja. No va obtenir el títol d'arquitecte i el setembre de 1835 es va traslladar a Madrid per estudiar a l'Escola d'Enginyers de Camins, Canals i Ports, on va obtenir el títol d'enginyer l'any 1841, després de moltes penúries econòmiques degudes a la manca de suport familiar.
El 20 de juny de 1848 es va casar amb la pintora Magdalena Clotilde Bosch i Carbonell, filla del banquer Josep Bosch i Mustich, amb qui va tenir quatre filles: Pepita (1849), Rosita (1850), Sol (1851) i Clotilde (1861), que va ser una coneguda instrumentista d'arpa. La relació matrimonial no va funcionar bé i Clotilde, la filla menor, podria haver estat fruit de les relacions adúlteres de la seva esposa i Cerdà va excloure-la del testament. El 1862 el matrimoni es va separar a conseqüència del naixement de Clotilde i el 1864 la seva esposa va marxar a Madrid.
Amb la mort prematura dels seus dos germans, Ramon (1808-1837) i Josep (1806-1848), i del seu pare (1787-1844), va heretar un patrimoni molt important que li va permetre renunciar, el 1849, al càrrec d'oficial en Obres Públiques, reorientar la seva professió, entrar en política i dedicar «mi fortuna toda entera, todo mi crédito, todo mi tiempo, todas mis comodidades, todas mis afecciones, y hasta mi consideración personal en la sociedad, a la idea urbanizadora», com ell mateix descrigué.
Els últims dies de la seva vida, malalt i semiarruïnat perquè el govern li devia els honoraris de moltes de les feines fetes, es va traslladar al balneari de Caldas de Besaya, a Cantàbria, on va morir el 21 d'agost del 1876. El dia 23 d'agost el diari La Imprenta va publicar una nota necrològica amb les paraules següents: «El señor Cerdà era liberal y tenía talento, dos circunstancias que en el estado español perjudican y suelen crear muchos enemigos...»
L'any 1971, coincidint amb la reimpressió de la seva Teoría general de la urbanización, les seves despulles foren traslladades i enterrades al Cementiri Nou de Barcelona.

## El polític
Interessat per l'estudi de l'urbanisme, a Barcelona va entrar en contacte amb les doctrines del socialisme utòpic d'Étienne Cabet i del món utòpic del seu Voyage en Icarie (1840) i es va relacionar amb Narcís Monturiol i Ramon Martí i Alsina.
Tan bon punt va acabar els estudis, es va allistar a la milícia nacional formada per defensors dels ideals liberals, on va arribar al grau de tinent de granaders.
La seva ideologia progressista el va dur a participar activament en la vida pública: va arribar a ser diputat a les Corts Espanyoles per Barcelona a les eleccions de 1850 —la legislatura va començar el 18 de maig de 1851—, formant part d'una candidatura progressista juntament amb Estanislau Figueras, Pascual Madoz i Jacint Feliu Domènech.
Durant el Bienni Progressista va esdevenir comandant del batalló de sapadors de la milícia nacional. Després d'aquest període, el 1854 va ingressar com a regidor a l'Ajuntament de Barcelona.
Va ser a la dècada del 1850 quan el Cerdà urbanista prengué una major consciència social i fixà les bases del seu futur projecte, en veure com la ciutat, constreta i ofegada per les muralles que l'envoltaven, no podia créixer físicament ni higiènicament. Sensibilitzat per les condicions de vida a la ciutat i pels problemes de les classes obreres, va encapçalar la mobilització que va entrar a la Casa de la Ciutat de Barcelona, el 3 de juliol de 1855, per recuperar la bandera que havia estat arrabassada a les Asociaciones Obreras que estaven generant una forta inestabilitat social. Aquesta actuació li va generar enemistats amb les classes dominants, però va ser motiu perquè acompanyés una delegació de treballadors barcelonins que anà a Madrid a discutir els problemes de l'associacionisme obrer amb Manuel Alonso Martínez, ministre de Foment del govern Espartero. L'any següent, 1856, fou destituït de l'Ajuntament barceloní pel capità general Zapatero i va ser empresonat en dues ocasions. Entre 1864 i 1866 va tornar a ser regidor a l'Ajuntament de Barcelona.
La revolució de 1868 el va portar novament a la vida pública i va ingressar en el Partit Republicà Democràtic Federal. Militant del sector moderat del federalisme, fou elegit diputat per sufragi popular a les eleccions de 1871 pel districte electoral de Centelles, del partit judicial de Vic, i a la sessió de constitució de la Corporació va ser nomenat vicepresident de la Diputació de Barcelona, des d'on va contribuir a proclamar la primera república el 1873.
El mes de maig de 1873 va dimitir el president Benet Arabio i Torres, en conseqüència Cerdà va passar a ocupar la presidència de la Diputació fins al gener de 1874, data en què el Capità General de Catalunya va dissoldre la Corporació a conseqüència del cop d'estat del general Pavía. En aquest període hi va haver un rebrot de la guerra carlina i la «Junta de Salvació i Defensa de Catalunya» va organitzar una milícia ciutadana d'homes d'entre 20 i 40 anys. El govern de Madrid no hi va donar la seva aprovació però, amb tot, es varen organitzar quatre batallons de «Guies de la Diputació».
Cerdà va formar part de la Junta d'Obres del Port de Barcelona i va intervenir a la proclamació de l'Estat Català de caràcter federalista i republicà de 1873.

## Trajectòria professional

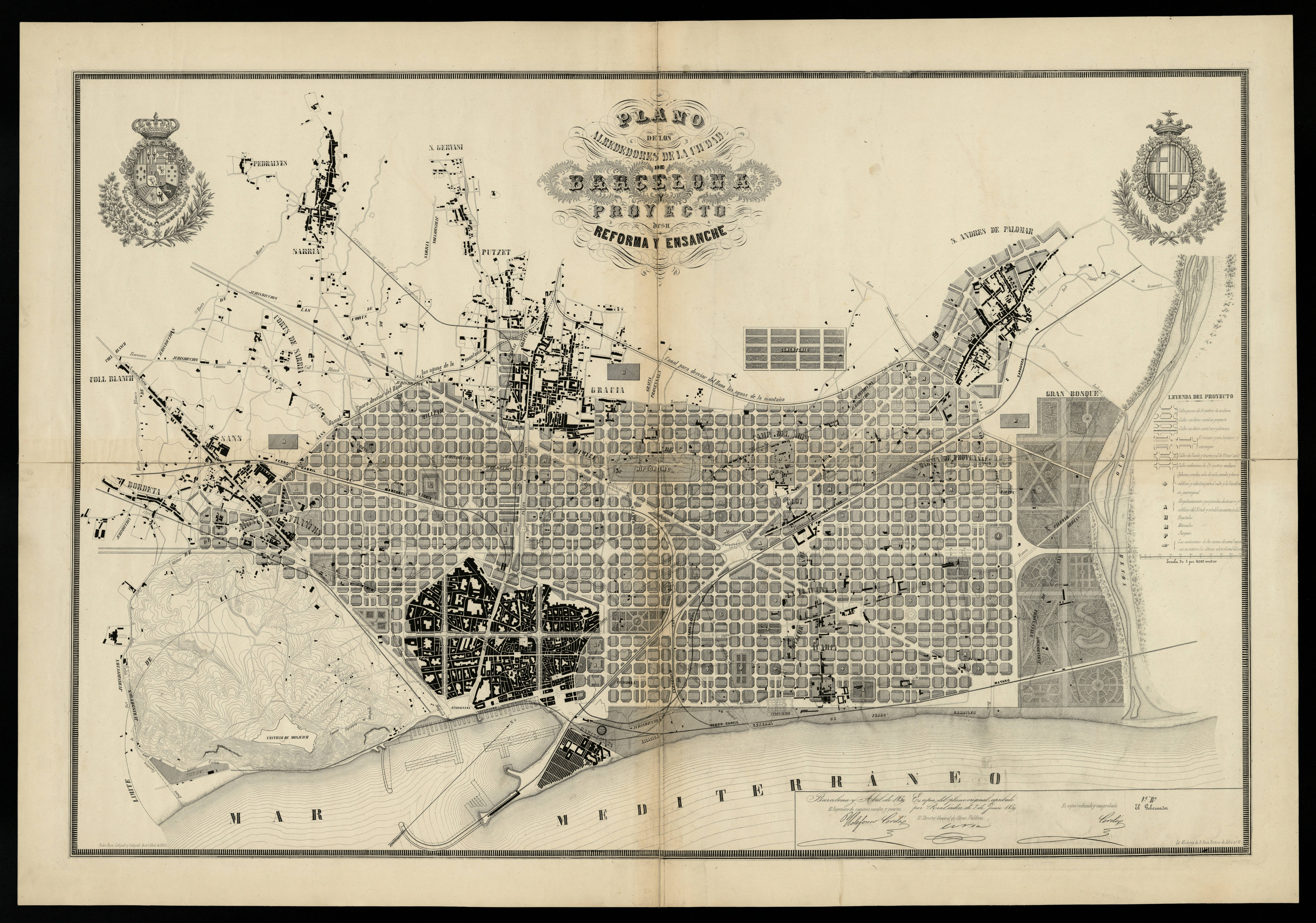
Plànol del projecte d'eixample (1859)

Va iniciar la seva vida professional com a enginyer estatal a la prefectura d'Obres Públiques i, entre 1839 i 1849, va ser destinat a realitzar treballs a Múrcia, Terol, Tarragona, València, Girona i Barcelona, on participà en les obres del primer ferrocarril Barcelona-Mataró. Aquesta feina el fa interessar-se per les aplicacions de la màquina de vapor al nou i revolucionari sistema de locomoció que representava el ferrocarril.
No tenia el títol d'arquitecte però, va dedicar-se, amb el seu rigor característic, a realitzar esforços analítics ingents de caràcter estadístic, i síntesis gràfiques, amb propostes d'habitatges per a diverses categories socials i amb diferents graus de complexitat, des de la casa aïllada fins a la col·lectiva.
En el seu vessant com a jurista, Cerdà, en les seves propostes per a les ciutats de Madrid i Barcelona, va propiciar una nova legislació, però es va trobar mancat de precedents, tant pel que feia a la legislació estatal com a l'estrangera. A Cuatro palabras sobre el Ensanche (1861) va desenvolupar extensament el sistema de compensació i la tècnica de reparcel·lació com a mitjà per aconseguir una justa distribució dels beneficis i de les despeses del planejament urbanístic entre els propietaris i l'obtenció de terrenys regulars i edificables en proporció a la parcel·la aportada, sistema inclòs més tard en el Projecte de llei de Posada Herrera i incorporat un segle després a la Ley del Suelo de 1956.
Com a economista, Cerdà va establir les normes de la infraestructura, les de la divisió de la propietat i les d'atribució de les parcel·les del terreny de la Barcelona nova.
En el camp de les ciències socials va tractar de solucionar els problemes de la concentració demogràfica de les ciutats i del desenvolupament industrial en la seva obra Teoría general de la urbanización. En aquest tractat va plantejar les teories que en gran part ja havia aplicat amb anterioritat al Projecte de Reforma Interior i Eixample de Barcelona. Hi inclou una valoració de les condicions de vida de les classes populars, amb una aproximació a l'estudi de les desigualtats socials en la salut, on mesura les diferències d'esperança de vida segons la classe social. Idelfons Cerdà va desenvolupar un autèntic estudi sociològic com apèndix a la seva Teoría general de la Urbanización, ja que va considerar els obrers planificables com el seu projecte d'eixample de Barcelona, i solament ens va llegar xifres, deixant enrere els batecs del cor de la massa obrera, que forçosament hagué de recollir en les seves recerques socials.
Segons les seves xifres podem comptabilitzar el nombre d'obrers que existien a Barcelona en aquell temps: dels 54.000 obrers, uns 6.500 podien considerar-se «distingits», això és, que podien vestir-se i educar-se bé. Els altres eren jornalers de torn. Cerdà va establir que els dies de jornal a Barcelona eren, anualment, de 269, i que el sou mitjà diari de l'obrer era de 8,55 rals. Només els més destres, generalment casats, superaven aquestes xifres salarials. Comparant els ingressos i les despeses, resulta que només un obrer col·locat en una fàbrica tèxtil, com a teixidor de primera o segona categoria, podia atendre les despeses del seu matrimoni. Però immediatament que sobrevenia la quitxalla amenaçava el dèficit, i amb ell els neguits i les preocupacions. Tot això sense comptar amb les malalties o l'accident imprevist. L'atur forçós per malaltia o accident imprevist significava la paralització dels afers i la desatenció de les despeses del matrimoni.

## El Pla Cerdà
L'obra més important i la més reconeguda internacionalment és el seu pla d'eixample per a la ciutat de Barcelona. Nascut enmig de la polèmica per la seva imposició des del govern d'Espanya en contra de la voluntat del consistori municipal, va ser aprovat el juny de 1859 i es va començar a desplegar un any més tard.

### El nou llenguatge de Cerdà
El pla va aportar la classificació primària del territori: les «vies» i els espais «intervies». Les primeres constitueixen l'espai públic de la mobilitat, de la trobada, del suport a les xarxes de serveis (aigua, sanejament, gas…), l'arbrat (més de 100.000 arbres al carrer), l'enllumenat i el mobiliari urbà. Els «intervies» (illa, mansana, bloc o quadra) són els espais de la vida privada, on els edificis plurifamiliars s'apleguen en dues rengleres al voltant d'un pati interior a través del qual tots els habitatges (sense excepció) reben el sol, la llum natural, la ventilació i la joie de vivre, com demanaven els moviments higienistes.
Cerdà defensava l'equilibri entre els valors urbans i els avantatges rurals: «Ruralitzeu allò que és urbà, urbanitzeu allò que és rural» és el missatge que llança al començament de la seva Teoría general de la urbanización.

### Estructura del Pla Cerdà

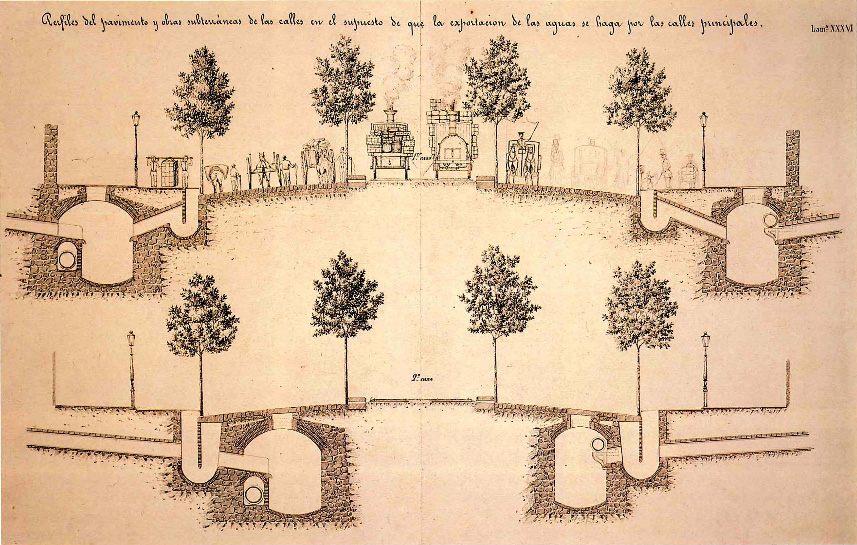
Secció d'un carrer de l'eixample tal com figurava al projecte

Del plànol proposat per Cerdà per a la ciutat en destaca una previsió de creixement optimista i il·limitada, l'absència programada d'un centre privilegiat, el seu caràcter matemàtic, geomètric i amb una visió científica. Obsessionat pels aspectes higienistes que tant havia estudiat, la seva estructura aprofita al màxim la direcció dels vents per facilitar l'oxigenació i la neteja de l'atmosfera.
A més dels aspectes higienistes, a Cerdà li preocupa la mobilitat. Defineix una amplària de carrers absolutament inusitada, en part per fugir de la densitat inhumana en què vivia la ciutat, però també pensant en un futur motoritzat, amb uns espais propis separats dels de convivència social, que reservava per a les zones interiors.
Incorpora el traçat de les línies ferroviàries que tant l'havien influït en la seva visió de futur quan va visitar França, si bé és conscient que han d'anar soterrades, i es preocupa que cada barri tingui una zona dedicada a edificis públics.
La solució formal més destacada del projecte fou la incorporació de la mansana o illa de cases; la seva forma crucial i absolutament singular respecte a les altres ciutats europees ve marcada per la seva estructura quadrada de 113,33 metres amb uns xamfrans de 45°.

### Geometria de l'Eixample

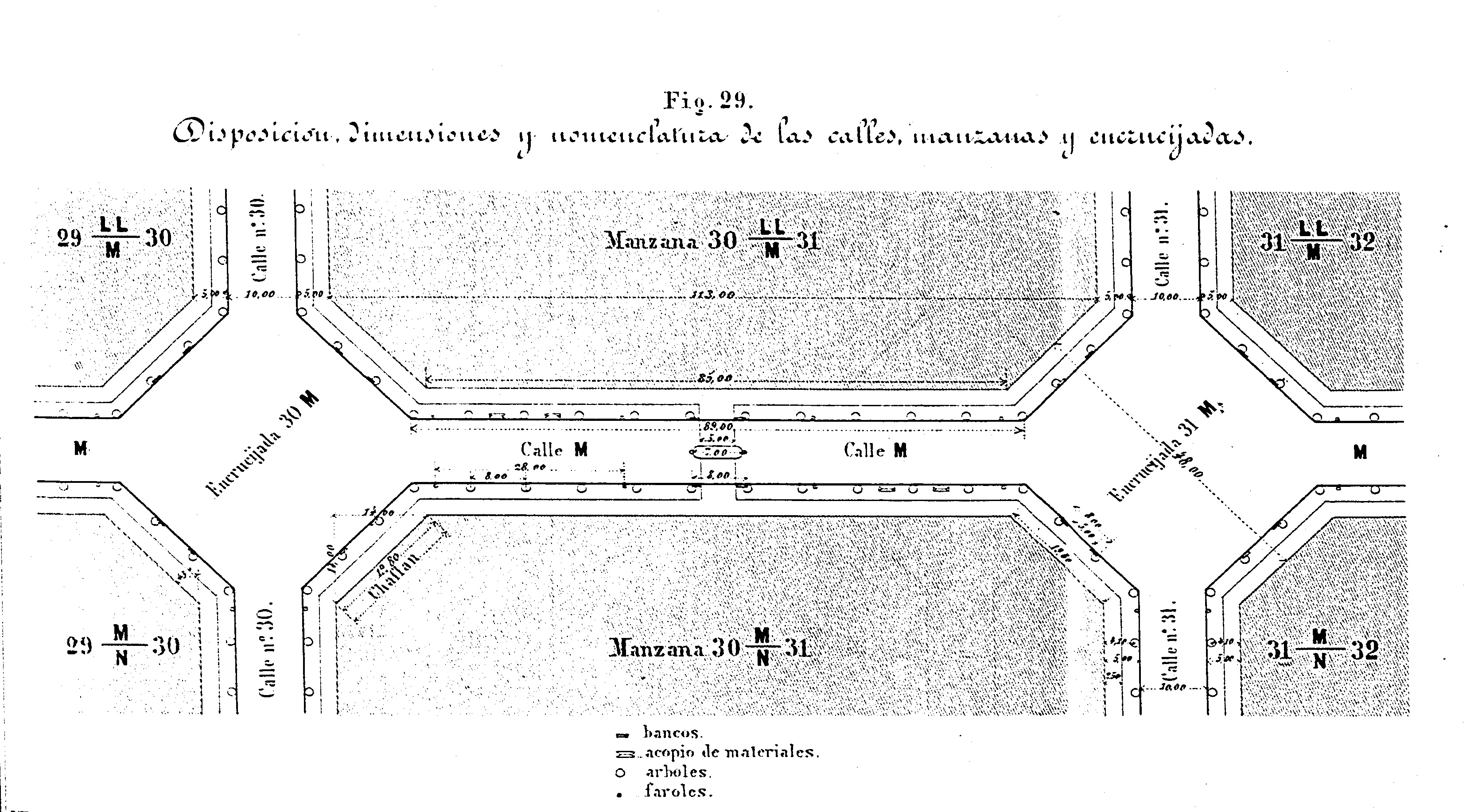
Esquema del funcionament de les cruïlles inclòs al Pla Cerdà

La quadrícula de Cerdà preveia carrers de 20, 30 i 60 metres d'amplada. Les illes de cases tenien construccions en només dos dels seus quatre costats, la qual cosa donava una densitat de 800.000 persones. Amb el disseny original, l'eixample s'hauria ocupat totalment cap al 1900, si bé tant el mateix Cerdà com, posteriorment, algunes accions especuladores varen densificar-lo substancialment.
Cerdà proposa l'«Eixample il·limitat», una quadrícula regular i impertorbable al llarg de tot el traçat urbà. A diferència d'altres propostes que trencaven el seu ritme repetitiu per encabir-hi espais verds o serveis, la proposta de Cerdà els engloba internament, cosa que li permet fixar una repetició contínua en el pla amb la capacitat d'alterar-ho quan convingui.
La visió de l'enginyer era de creixement i modernitat; la seva genialitat el fa anticipar-se als futurs conflictes de circulació urbana, 30 anys abans d'inventar-se l'automòbil. Convençut de l'expansió del ferrocarril individual va escriure premonitoriament «no trobareu un sol home urbà que no volgués veure el tren funcionant per l'interior de les urbs, per tots els carrers, per davant de casa seva, per tenir-lo constantment a la seva disposició».

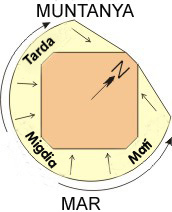
Esquema de la llum solar de les mansanes

Cerdà desplega el traçat sobre la columna vertebral que suposa la Gran Via. Treballa amb mòduls de 10 x 10 mansanes (que Cerdà considera un districte) i que es corresponen amb les cruïlles principals (plaça de les Glòries Catalanes; plaça de Tetuan; plaça de la Universitat), amb un carrer més ample cada cinc (carrer de la Marina; la via Laietana, que travessaria la ciutat vella 50 anys més tard; carrer d'Urgell). Amb aquestes proporcions, així com la resultant de la mida de la mansana, Cerdà aconsegueix ubicar un dels carrers amples que baixen de mar a muntanya a cada banda de la ciutat vella (carrer d'Urgell i passeig de Sant Joan) amb 15 mansanes al mig.

### Excepcions a la regularitat

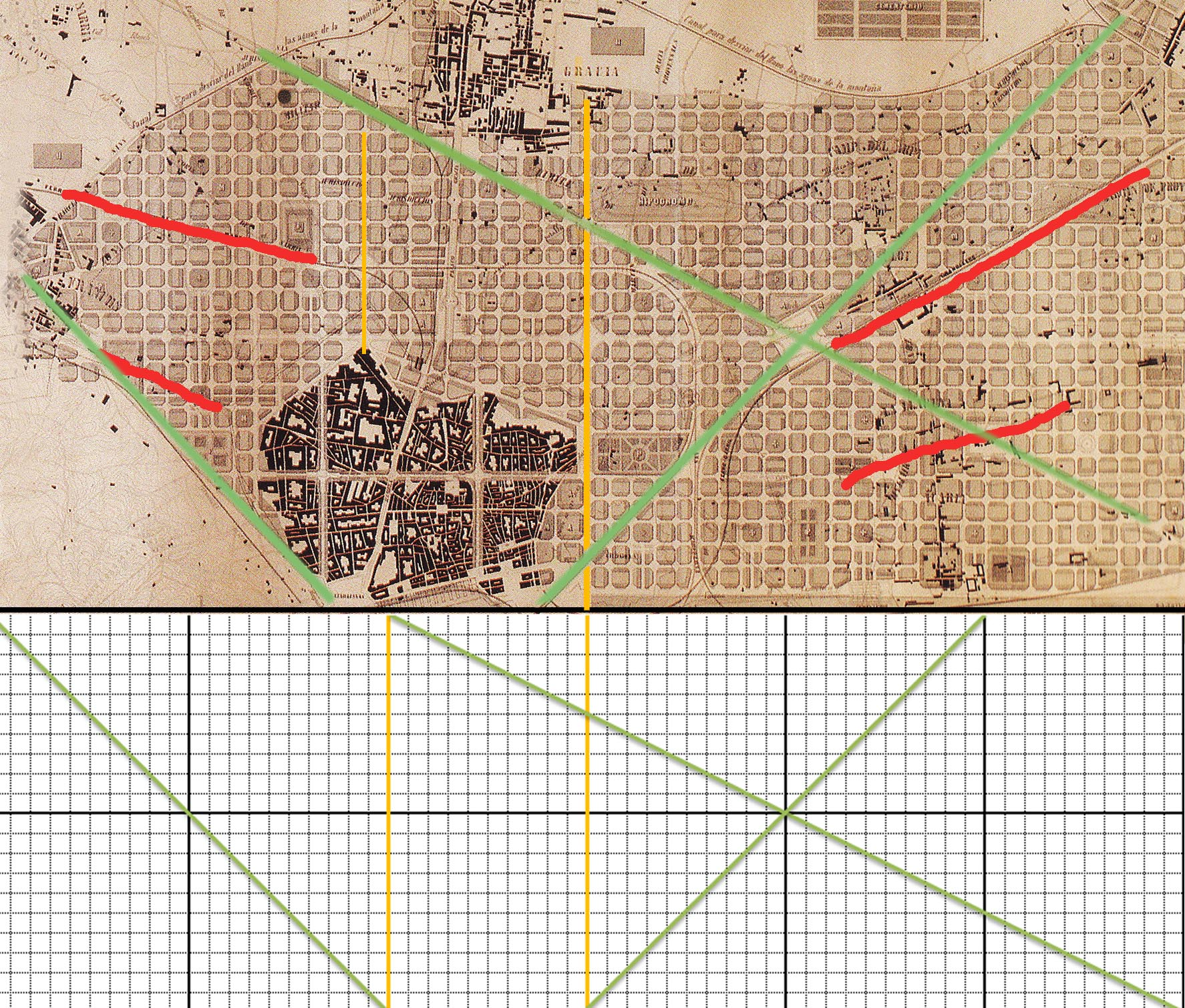
Projecció del mòdul 10 fet servir per Cerdà per al traçat de les vies principals i diagonals; en vermell, antics camins que han sobreviscut a la trama Cerdà

Cal esmentar especialment el disseny del passeig de Gràcia i de la rambla de Catalunya, on a fi de respectar l'antic camí de Gràcia i el vessant natural de les aigües —d'aquí el nom de rambla— va traçar només dues vies consecutives d'amplada especial on en realitat, tenint en compte el tramat de 113,3 m, hi hauria d'haver tres carrers. A més, el passeig de Gràcia, per tal de respectar l'antic traçat, no és exactament paral·lel a la resta dels carrers, per la qual cosa les mansanes existents entre les dues vies esmentades, si bé són de disseny ortogonal amb xamfrans, presenten irregularitats que els donen forma de trapezi.
A tot això cal afegir la presència d'algunes vies de caràcter especial que no segueixen el traçat reticular sinó que el travessen en diagonal, com ara la mateixa avinguda Diagonal, la Meridiana o el Paral·lel, i altres que van ser traçades respectant l'existència d'antigues vies de comunicació amb els pobles veïns.

### L'oposició al Pla Cerdà i el menyspreu a l'autor
Ja abans de la seva aprovació va comptar amb l'oposició municipalista. El grup dominant de Barcelona va actuar en contra del pla de la mateixa manera que ho va fer contra les creixents protestes populars. El caràcter antiautoritari, antijeràrquic, igualitari i racionalista del pla topava directament amb la visió de la burgesia, que preferia tenir com a referent de nova ciutat París o Washington, amb una arquitectura de caràcter més particularista.
La figura de Cerdà també va generar antipaties entre els arquitectes, ja que no podien perdonar l'afront que havia significat adjudicar una responsabilitat urbanística a un enginyer. Cerdà va patir una campanya de desprestigi personal farcida de llegendes i mentides. No va servir de res que fos d'una nissaga catalana originària del segle xv, ni que hagués proclamat la república federal catalana des del balcó de la Generalitat, perquè s'acabés difonent que «no era català».
Institucionalment també va ser menyspreat. El concurs de l'eixample fixava l'adjudicació del nom del guanyador a un carrer principal de la trama. A Cerdà li va estar negat fins a la dècada del 1960, en què la plaça Cerdà pren el seu nom. Es tracta d'una plaça fora de la trama cerdaniana, amb una marginalitat urbanística destacada fins fa poc temps i recordada pels problemes constants d'inundacions per un mal disseny del clavegueram, curiosament una de les màximes preocupacions d'Ildefons Cerdà. De la mateixa manera, li va estar negat un monument dissenyat el 1889 per Pere Falqués i que l'alcalde Rius i Taulet no va voler tirar endavant.

## Principals obres
- 1859 – Teoría de la construcción de las ciudades, vol. 1. Barcelona, 1859. Reeditat el 1991 pel Ministerio para las Administraciones Públicas, l'Ajuntament de Barcelona i l'Ayuntamiento de Madrid. ISBN 84-7088-583-9.
- 1861 – Teoría de la construcción de las ciudades, vol. 2. Madrid, 1861. Reeditat el 1991 pel Ministerio para las Administraciones Públicas, l'Ajuntament de Barcelona i l'Ayuntamiento de Madrid. ISBN 84-7088-586-3.
- 1863 – Teoría del enlace del movimiento de las vías marítimas y terrestres.
- 1867 – Teoría general de la urbanización y aplicación de sus principios y doctrinas a la reforma y ensanche de Barcelona. Madrid: Imprenta Española, 1867. Reeditat per l'Instituto de Estudios Fiscales, 1968-1971.
- 1867 – Monografía estadística de la clase obrera en Barcelona, en 1856: Espécimen de una estadística funcional de la vida urbana, con aplicación concreta a dicha clase. Es va publicar com un apèndix de la Teoría general de la urbanización.[23]
- ? – Teoría general de la rurización.

## Fons personal
La documentació personal i cartogràfica d'Ildefons Cerdà, conservada a l'Arxiu Històric de la Ciutat de Barcelona (AHCB), procedeix del donatiu que el Col·legi d'Enginyers, Canals i Ports va fer a l'Ajuntament de Barcelona, el 27 de setembre de 1979.
La col·lecció cartogràfica del Llegat Cerdà, dipositada a la secció de Gràfics de l'AHCB, és una font insubstituïble per aprofundir en el coneixement sistemàtic d'algunes de les característiques del territori del Pla de Barcelona. Consisteix en un conjunt de 56 plànols originals de gran format que abasten el territori a urbanitzar i que proporcionen una informació detallada sobre l'espai situat entre el recinte emmurallat de Barcelona, la muntanya de Montjuïc i els nuclis suburbans del Pla.
La sèrie de documentació personal la integren un total de 32 textos, catorze autobiogràfics i divuit urbanístics. Aquesta documentació abasta un període cronològic que s'estén entre 1841 i 1876.

## Any Cerdà
Una de les fites en la recuperació i la recerca de la figura d'Ilfefons Cerdà fou l'exposició celebrada l'any 1976 a la Universitat de Barcelona, per Arturo Soria i Salvador Tarragó, amb motiu del centenari de la seva mort l'any 1876.
L'Any Cerdà es va inaugurar l'11 de juny de 2009, data en què es van complir els 150 anys de l'aprovació inicial del Pla Cerdà, per part del Ministerio de Fomento. La conferència dels urbanistes Manuel de Solà-Morales i Peter Hall al Saló de Cent de l'Ajuntament de Barcelona, va donar el tret de sortida oficial a aquesta celebració.
El gruix del programa es va posar en marxa a la tardor amb la inauguració de dues de les exposicions principals del programa: Cerdà i la Barcelona del futur al CCCB comissariada per Joan Busquets y Miquel Coromines, L'Eixample Cerdà, 150 anys de modernitat a les Drassanes, organitzada per la Fundació Urbs i Territori Ildefons Cerdà (FUTIC) i l'exposició Cerdà i Barcelona. La primera metròpoli 1853-1897, al Museu d'Història de Barcelona. També a la tardor es va dur a terme la campanya de comunicació «Barcelona 2159» per tal de donar a conèixer a un públic més ampli l'efemèride i especialment els continguts del programa Any Cerdà.
L'exposició Mostra Cerdà. Urbs i territori celebrada del setembre del 1994 el gener de 1995 aglutinava els principals especialistes sobre Cerdà. Fou comissariada per l'enginyer Albert Serratosa, i dirigida per l'arquitecte Salvador Tarragó amb el patrocini del Departament de Política Territorial i Obres Públiques de la Generalitat de Catalunya.
En el desenvolupament d'aquest any temàtic van merèixer una atenció especial, a més a més dels actes i exposicions previstos i programats fins al juny de 2010, la posada en marxa d'un programa educatiu i la difusió de l'Any Cerdà a través del web.